# Udo Kelle
Udo Kelle (* 1. Juni 1960 in Hannover) ist ein deutscher Soziologe. Er ist Professor für Methoden der empirischen Sozialforschung und Statistik an der Helmut-Schmidt-Universität der Bundeswehr in Hamburg.

## Leben
Udo Kelle wuchs in Hannover auf und legte dort 1978 das Abitur an der Tellkampfschule ab. Er studierte Medizin, Soziologie und Psychologie an den Universitäten Bochum, Bielefeld, Hannover und Bremen. 1988 erwarb er das Diplom in Psychologie an der Universität Bremen und promovierte dort 1992 mit einer Arbeit über die Methodologie qualitativer Sozialforschung zum Dr. phil. Von 1989 bis 1997 war er wissenschaftlicher Mitarbeiter bzw. wissenschaftlicher Assistent am Sonderforschungsbereich 186 der Universität Bremen „Statuspassagen und Risikolagen im Lebensverlauf“, von 1997 bis 2005 lehrte er als Dozent an der Universität in Vechta. 2005 wurde er mit einer Arbeit über die Integration qualitativer und quantitativer Methoden empirischer Sozialforschung an der Universität Bremen habilitiert und im selben Jahr zum Professor für Methoden der empirischen Sozialforschung am Fachbereich Gesellschaftswissenschaften und Philosophie der Philipps-Universität Marburg berufen. Im Jahre 2010 ist er dem Ruf an die Helmut-Schmidt-Universität, Universität der Bundeswehr, in Hamburg gefolgt, wo er seit dem Herbsttrimester Methoden der empirischen Sozialforschung lehrt.

## Werk
In seinen Arbeiten befasst sich Udo Kelle vor allem mit der Methodologie und den Methoden der empirischen Sozialforschung. Dabei gilt sein besonderes Interesse den theoretischen und wissenschaftsphilosophischen Grundlagen empirischer Methoden und dem Verhältnis zwischen qualitativen und quantitativen Verfahren. Andere Arbeiten beschäftigen sich mit EDV-gestützten Techniken qualitativer Sozialforschung, mit Methoden der Typenbildung und mit grundsätzlichen Problemen sozialwissenschaftlicher Handlungstheorie.

## Ausgewählte Schriften
- (zusammen mit Susann Kluge) Vom Einzelfall zum Typus. Fallvergleich und Fallkontrastierung in der qualitativen Sozialforschung. Leske und Budrich, Opladen 2009, ISBN 978-3-531-14704-8
- Die Integration qualitativer und quantitativer Methoden in der empirischen Sozialforschung: Theoretische Grundlagen und methodologische Konzepte. Verl. für Sozialwiss., Wiesbaden 2007, 2. Auflage 2008, ISBN 978-3-531-15312-4
- Methodeninnovation in der Lebenslaufforschung: Integration qualitativer und quantitativer Verfahren in der Lebenslauf und Biographieforschung. (Statuspassagen im Lebensverlauf, Bd. 4), 2001, ISBN 978-3-7799-1085-5
- Computer-aided Qualitative Data Analysis. Theories, Methods and Practice. 1995, ISBN 978-0-8039-7761-7